# Mauricio Younes Ibrahim
Mauricio Younes Ibrahim (Petrópolis, 20 de outubro de 1958) é um médico brasileiro.
Foi eleito membro da Academia Nacional de Medicina em 2018, ocupando a Cadeira 02, da qual Miguel da Silva Pereira é o patrono.